# 태백시
태백시(太白市)는 대한민국 강원특별자치도 동남부에 위치해 있으며, 강원특별자치도 최남단에 위치한 시이다. 1970년대 석탄 관련 광업으로 발전하였고, 장성탄광이라는 대한민국에서 가장 큰 무연탄광이 있었다. 대한민국의 유일한 고원 도시로서, 태백산을 비롯한 자연환경을 기반으로 휴양도시로 변모하고 있다. 한반도를 대표하는 두 강인 낙동강과 한강(남한강)의 발원지로 유명하다.
1981년에 삼척군 장성읍과 황지읍을 합쳐 태백시로 승격하였고, 8개의 행정동이 있다. 대한민국의 기초자치단체인 시(市) 가운데 인구가 가장 적다. 태백시를 상징하는 꽃은 산목련, 나무는 주목, 새는 산까치이다.
태백시는 황지(북부 4개동)와 장성(남부 4개동)으로 나눌 수 있는데, 인구의 71%가 황지생활권에, 29%가 장성생활권에 거주하고 있다. 태백시는 과거 삼척군 황지읍과 장성읍이 합쳐져 시로 승격되었는데, 현재도 외형상 단일시라기보다는 2개의 도심이 분리된 형태를 유지하고 있다. 그래서 전국의 모든 기초자치단체 중 유일하게 읍면 단위의 동네가 없으며, 촌락 쪽도 모두 법정동으로 구성되어 있다.
영동권 시군 중 동해안과 접하지 않은 유일한 내륙지역으로 동쪽으로는 삼척시 도계읍 및 가곡면, 서쪽으로는 영월군과 정선군, 남쪽으로는 경상북도 봉화군, 북쪽으로는 삼척시 하장면 및 신기면과 접해있다.

## 역사
삼한시대의 진한에 속한 부족국가로서 현 삼척시 사직동에 도읍을 둔 실직국(悉直國)에 속하였으나, 고구려 장수왕 때 사직국이 망하고 고구려의 영토가 되었다. 신라 지증왕 때에 이곳에 실직주가 설치되었다가 무열왕 때에 북령이라 개칭하여 군사적 요충지가 되었다. 신라 경덕왕 때에 삼척군으로 개칭하였다. 이후 조선 시대에는 강원도와 강릉부 삼척군에 속하였다. 1977년에 황지읍 화전출장소, 소도출장소가 설치되었고, 1981년에 삼척군 장성읍과 황지읍을 합하여 태백시로 분리, 승격되었다.
- 1960년 1월 1일: 삼척군 상장면이 장성읍으로 승격[5]
- 1963년 6월 25일: 삼척군 장성읍 적각리, 황지리, 소도리, 혈리, 통리, 창죽리, 화전리에 황지출장소 설치[6]
- 1964년 2월 1일: 삼척군 장성읍 철암리에 철암출장소 설치[7]
- 1973년 7월 1일: 황지출장소가 황지읍으로 승격[8]
- 1977년 9월 22일: 삼척군 황지읍 화전, 소도출장소 설치[9]
- 1981년 7월 1일: 삼척군 황지읍 및 장성읍 일원을 관할로 태백시가 설치되었다.[10]
- 1994년 12월 26일: 삼척군 하장면 원리, 상사미리, 하사미리, 조탄리가 태백시로 편입되면서 사조동 설치[11]
- 1998년 9월 10일: 16개동을 8개동으로 통폐합[12]

| 구 행정동                         | 신 행정동  |
| 황지1동                           | 황지동     |
| 황지2동, 연화동                   | 황연동     |
| 황지3동, 화전1동, 화전2동, 사조동 | 삼수동     |
| 상장동                            | 상장동     |
| 계산동, 화광동                    | 장성동     |
| 장성동, 동점동                    | 구문소동   |
| 문곡동, 소도동                    | 문곡소도동 |
| 철암1동, 철암2동                  | 철암동     |

## 지리

### 입지
강원특별자치도 남부 동쪽 내륙에 위치해 있으며 동북쪽으로는 삼척시, 서쪽으로는 영월군, 남쪽으로는 경상북도 봉화군, 서북쪽으로는 정선군으로 둘러싸여 있다. 동해 바다와는 1시간 거리에 있다.

### 지형
해발 1,549ｍ의 태백산맥에서 분기한 태백산 준령산악 협곡지대에 있어 고원성 산지의 특성을 지닌다. 이 때문에 전 지역이 높고 험준한 지세를 이룬다. 하천은 시의 중북부에 있는 매봉산(1,304ｍ)을 중심으로 북류하는 남한강의 상류인 골지천과 남류하는 낙동강의 상류인 황지천·철암천이 있고, 동쪽에 동류하는 오십천과 가곡천이 있어 두부침식에 의한 하천쟁탈 현상이 활발하다. 평야는 거의 없으나 비교적 완만한 고위평탄면이 곳곳에 발달되어 있어 밭으로 이용되고 있다. 지질은 주로 고생대 조선 누층군 석회암과 평안 누층군이 분포하고 있으며, 오랜 지질시대의 지각운동을 받아 지질구조가 매우 복잡하다.

### 기후
태백시의 기후는 대체적으로  쾨펜의 기후 구분에 따라 Dwa, Dwb(동계 한랭 건조, 따뜻한 여름), Dfb(동계 한랭, 따뜻한 여름, 건조기 없음) 등이 혼재되어 있는 기후를 가지고 있다. 1985년 기상관측 시작이래 단 한 차례(2013년 8월 9일 25.7도의 최저기온 역대최고기록)의 열대야가 기록될 정도로 여름에도 시원한 날씨이며 해발 855m 추전역 부근이나 해발 1,268m 두문동재 지역은 여름에도 새벽엔 난방을 해야할 정도의 기후이다.
| 태백기상관측소 (태백시 황지동, 해발 714.45m)의 기후     | 태백기상관측소 (태백시 황지동, 해발 714.45m)의 기후 | 태백기상관측소 (태백시 황지동, 해발 714.45m)의 기후 | 태백기상관측소 (태백시 황지동, 해발 714.45m)의 기후 | 태백기상관측소 (태백시 황지동, 해발 714.45m)의 기후 | 태백기상관측소 (태백시 황지동, 해발 714.45m)의 기후 | 태백기상관측소 (태백시 황지동, 해발 714.45m)의 기후 | 태백기상관측소 (태백시 황지동, 해발 714.45m)의 기후 | 태백기상관측소 (태백시 황지동, 해발 714.45m)의 기후 | 태백기상관측소 (태백시 황지동, 해발 714.45m)의 기후 | 태백기상관측소 (태백시 황지동, 해발 714.45m)의 기후 | 태백기상관측소 (태백시 황지동, 해발 714.45m)의 기후 | 태백기상관측소 (태백시 황지동, 해발 714.45m)의 기후 | 태백기상관측소 (태백시 황지동, 해발 714.45m)의 기후 |
| 월                                                      | 1월                                                 | 2월                                                 | 3월                                                 | 4월                                                 | 5월                                                 | 6월                                                 | 7월                                                 | 8월                                                 | 9월                                                 | 10월                                                | 11월                                                | 12월                                                | 연간                                                |
| ------------------------------------------------------- | --------------------------------------------------- | --------------------------------------------------- | --------------------------------------------------- | --------------------------------------------------- | --------------------------------------------------- | --------------------------------------------------- | --------------------------------------------------- | --------------------------------------------------- | --------------------------------------------------- | --------------------------------------------------- | --------------------------------------------------- | --------------------------------------------------- | --------------------------------------------------- |
| 역대 최고 기온 °C (°F)                                  | 12.2 (54.0)                                         | 20.1 (68.2)                                         | 21.6 (70.9)                                         | 29.7 (85.5)                                         | 32.6 (90.7)                                         | 35.0 (95.0)                                         | 35.7 (96.3)                                         | 35.6 (96.1)                                         | 32.7 (90.9)                                         | 26.9 (80.4)                                         | 22.6 (72.7)                                         | 15.2 (59.4)                                         | 35.7 (96.3)                                         |
| 일평균 최고 기온 °C (°F)                                | 0.7 (33.3)                                          | 3.1 (37.6)                                          | 7.9 (46.2)                                          | 15.1 (59.2)                                         | 20.8 (69.4)                                         | 24.0 (75.2)                                         | 25.9 (78.6)                                         | 26.0 (78.8)                                         | 21.5 (70.7)                                         | 16.8 (62.2)                                         | 9.9 (49.8)                                          | 3.0 (37.4)                                          | 14.6 (58.3)                                         |
| 일일 평균 기온 °C (°F)                                  | −4.7 (23.5)                                         | −2.5 (27.5)                                         | 2.4 (36.3)                                          | 8.9 (48.0)                                          | 14.5 (58.1)                                         | 18.1 (64.6)                                         | 21.4 (70.5)                                         | 21.3 (70.3)                                         | 16.2 (61.2)                                         | 10.5 (50.9)                                         | 4.2 (39.6)                                          | −2.3 (27.9)                                         | 9.0 (48.2)                                          |
| 일평균 최저 기온 °C (°F)                                | −9.6 (14.7)                                         | −7.8 (18.0)                                         | −2.9 (26.8)                                         | 2.9 (37.2)                                          | 8.4 (47.1)                                          | 12.9 (55.2)                                         | 17.7 (63.9)                                         | 17.7 (63.9)                                         | 11.7 (53.1)                                         | 5.0 (41.0)                                          | −0.9 (30.4)                                         | −7.1 (19.2)                                         | 4.0 (39.2)                                          |
| 역대 최저 기온 °C (°F)                                  | −21.7 (−7.1)                                        | −20.3 (−4.5)                                        | −16.8 (1.8)                                         | −8.2 (17.2)                                         | −2.1 (28.2)                                         | 0.5 (32.9)                                          | 5.6 (42.1)                                          | 8.3 (46.9)                                          | 1.0 (33.8)                                          | −7.1 (19.2)                                         | −15.2 (4.6)                                         | −18.5 (−1.3)                                        | −21.7 (−7.1)                                        |
| 평균 강수량 mm (인치)                                   | 26.6 (1.05)                                         | 28.8 (1.13)                                         | 54.8 (2.16)                                         | 85.8 (3.38)                                         | 90.2 (3.55)                                         | 140.4 (5.53)                                        | 274.2 (10.80)                                       | 278.7 (10.97)                                       | 198.4 (7.81)                                        | 65.5 (2.58)                                         | 45.2 (1.78)                                         | 19.4 (0.76)                                         | 1,308 (51.50)                                       |
| 평균 강수일수 (≥ 0.1 mm)                                | 7.2                                                 | 6.5                                                 | 9.9                                                 | 9.5                                                 | 9.0                                                 | 11.2                                                | 16.3                                                | 16.0                                                | 12.0                                                | 7.2                                                 | 8.1                                                 | 6.2                                                 | 119.1                                               |
| 평균 상대 습도 (%)                                      | 59.1                                                | 58.4                                                | 59.2                                                | 55.4                                                | 59.4                                                | 71.2                                                | 78.3                                                | 79.9                                                | 79.3                                                | 70.5                                                | 63.6                                                | 58.4                                                | 66.1                                                |
| 평균 월간 일조시간                                      | 174.9                                               | 178.3                                               | 202.7                                               | 207.2                                               | 232.9                                               | 192.7                                               | 143.8                                               | 141.7                                               | 147.4                                               | 178.7                                               | 159.6                                               | 169.8                                               | 2,129.7                                             |
| 출처: 기상청 (평년값: 1991년~2020년, 극값: 1985년~현재) |                                                     |                                                     |                                                     |                                                     |                                                     |                                                     |                                                     |                                                     |                                                     |                                                     |                                                     |                                                     |                                                     |

#### 열대야 없음
2024년 7월~ 8월경 전국적인 열대야 현상이 발생했음에도 태백시 일대는 고온의 열대야가 발생하지 않았다.

## 지질

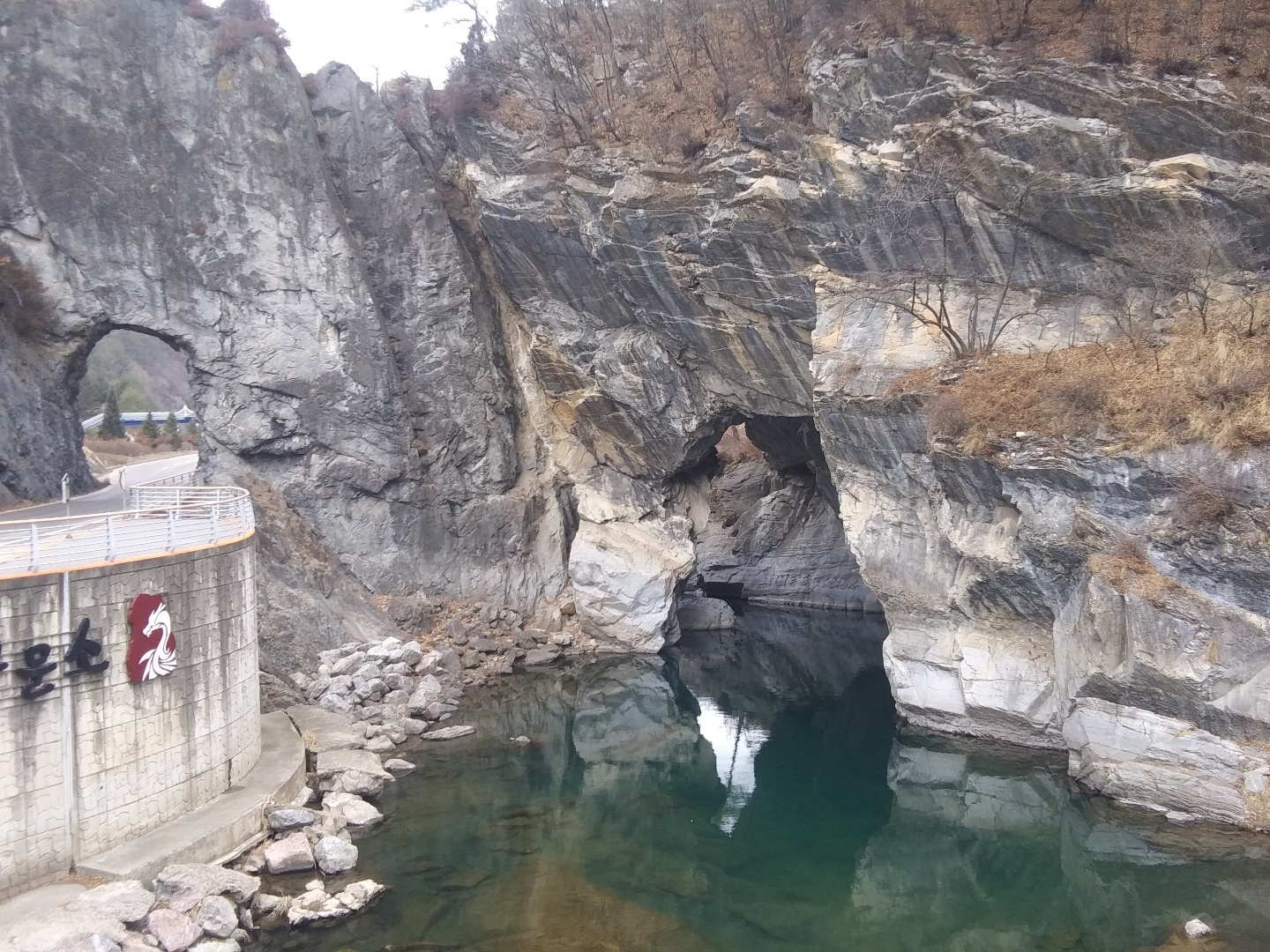
전기 고생대 지층이 존재하는 구문소―사진에 보이는 회색 지층은 조선 누층군 막골층(막동 석회암층)이며, 가운데 동굴은 낙동강 상류인 황지천이 암석층을 뜷고 형성된 것이다.

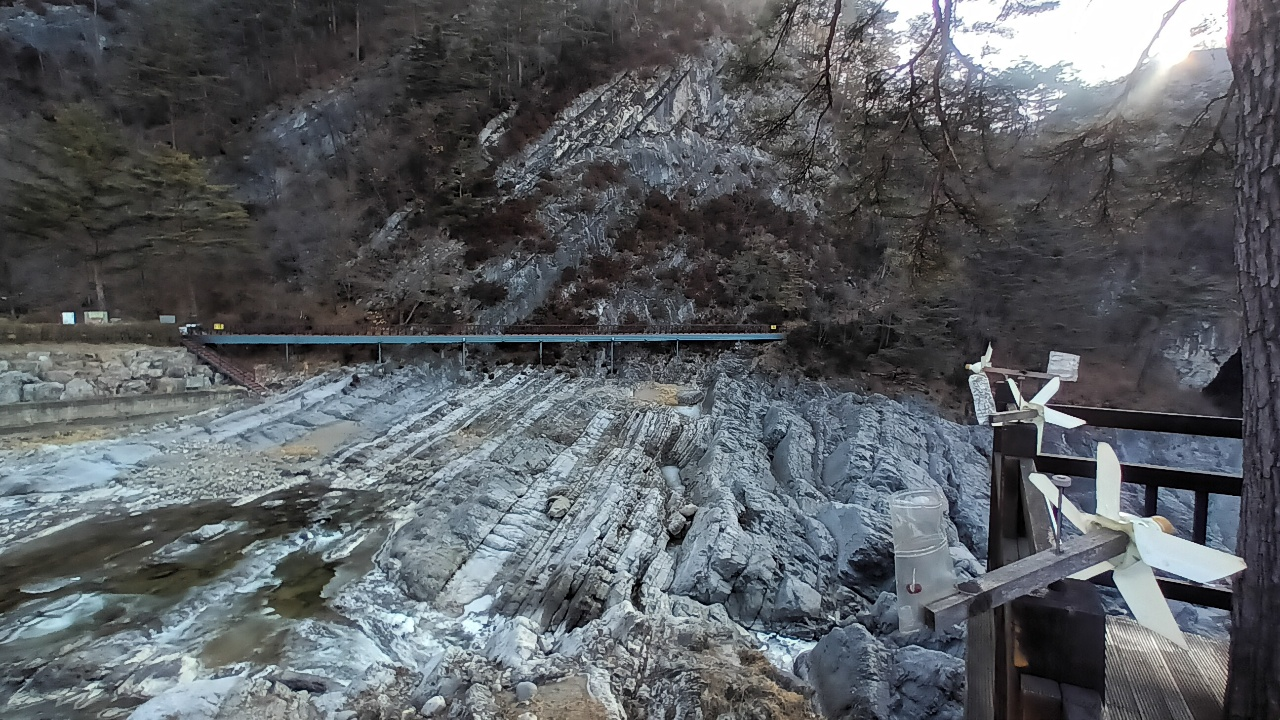
태백고생대자연사박물관 인근 황지천에 노출된 조선 누층군 막골층(막동 석회암층)의 노두 사진이다. 구문소 바로 뒤쪽이며, 층리가 선명하게 드러나 있고, 북서쪽을 향해 크게 기울어져 있다. 해당 지역은 백운산 향사대의 남익에 위치한다.

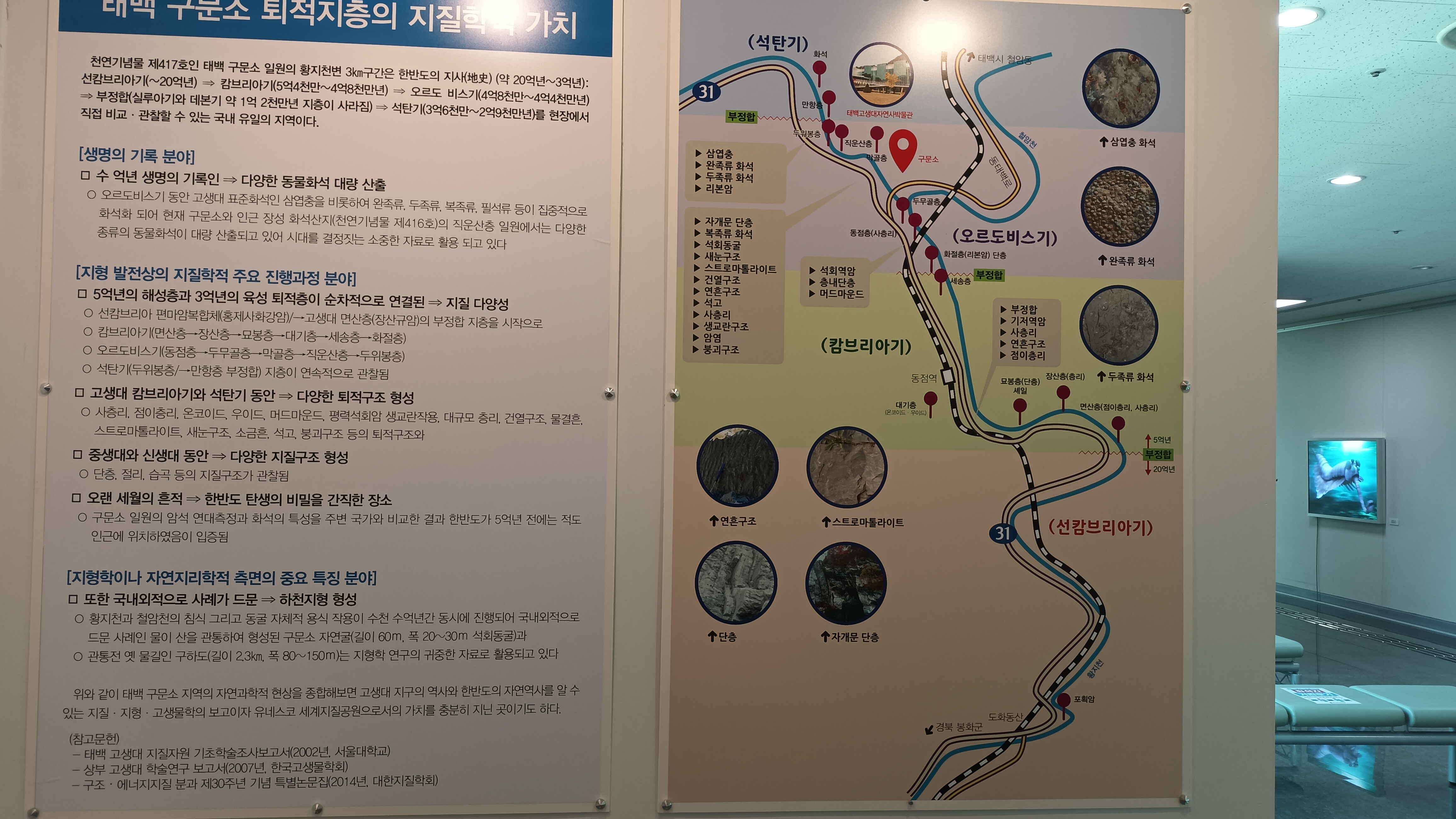
강원도 태백시 구문소 주변의 지질

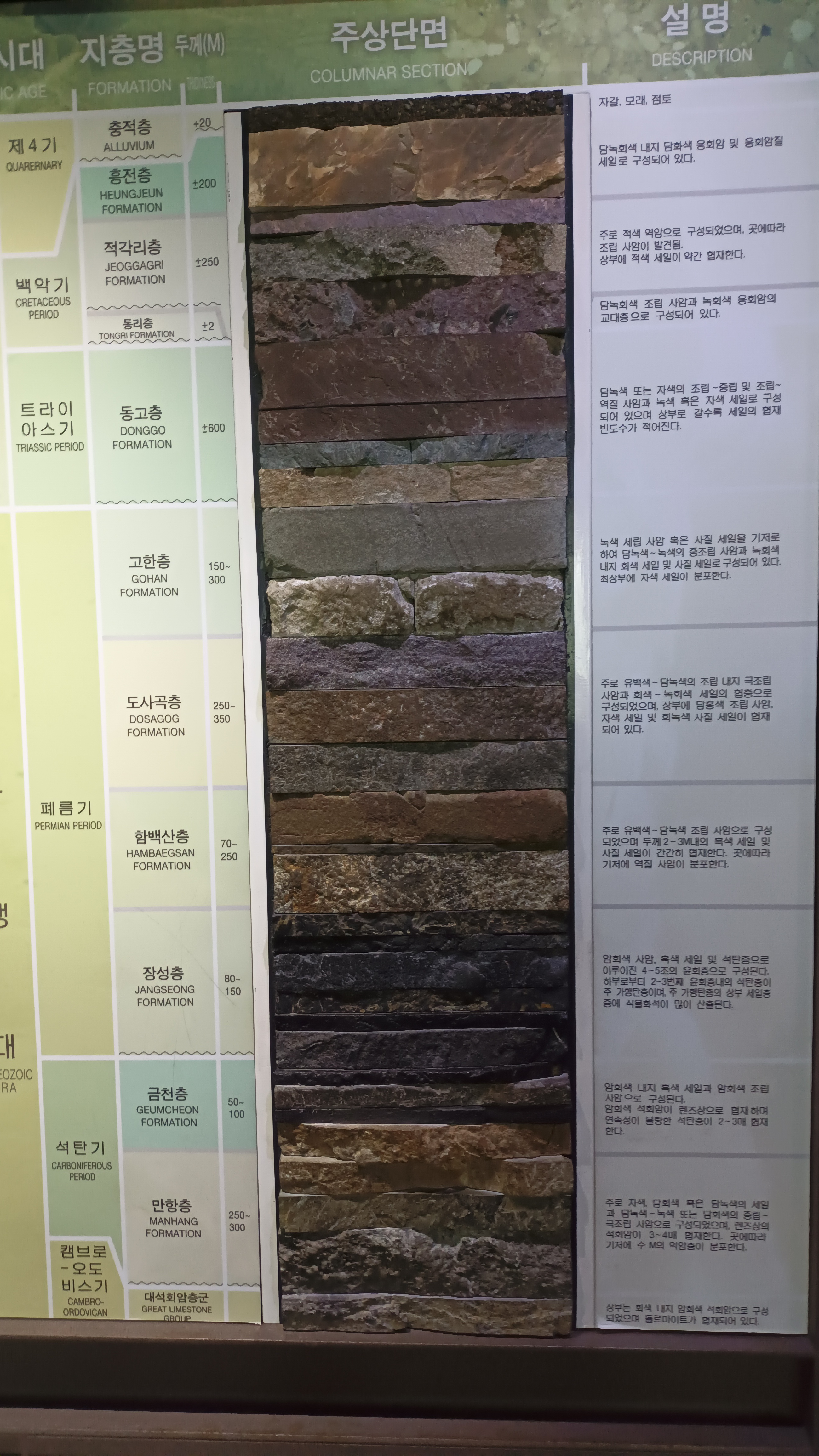
태백시 지질 주상단면도

태백시는 옥천 습곡대의 동부에 위치한다. 지질은 주로 고생대 조선 누층군의 석회암과 평안 누층군이 분포하고 있으며, 오랜 지질시대의 지각운동을 받아 지질구조가 매우 복잡하다.

### 선캄브리아기
선캄브리아기의 지층인 율리층군 고선리층(PCEygo; Precambrian goseonri formation)은 혈동 남부 태백산 주변에만 일부 분포한다. 더 남쪽은 영남 지괴로 이어진다. 선캄브리아기의 홍제사 화강암(PCEhgr; Precambrian Hongjesa granite)은 남부의 동점동, 철암동 지역에 분포하고 있다. 부경대학교의 이호선(2010) 등은 강원특별자치도 도계읍 신리 지역의 홍제사 화강암에서 저어콘을 채취해 LA-ICP-MS 저어콘 U-Pb 연대측정을 실시한 결과 2013 +30/-24(2 σ) Ma의 연령이 구해져 홍제사 화강암은 약 20억 년 전에 형성된 것으로 해석된다.

### 조선 누층군과삼엽충,구문소
고생대 초기 캄브리아기에서 오르도비스기까지 퇴적된 해성층 조선 누층군 태백층군은 밑에서부터 장산층, 묘봉층, 풍촌 석회암층, 세송층, 화절층, 동점층, 두무골층, 막골층(막동 석회암층), 직운산층, 두위봉층으로 구성된다. 조선 누층군은 태백시 북부와 남부에 분포하며, 태백시 남부에서는 함백지향사(地向斜) 또는 백운산 향사대의 향사 습곡 구조에 의해 장성-철암동을 중심으로 환상(環狀) 그리고 좁고 길게 대상(帶狀)으로 분포한다. 조선 누층군은 동점동, 철암동 등지에서 하부의 선캄브리아기 지층을 부정합으로 덮으며 평안 누층군에 의해 부정합으로 덮힌다.
고생대의 생물 삼엽충은 한국에서는 태백에서 가장 많이 발견되는 화석으로 특히 황광동의 직운산 정상 직운산층에서 많이 발견된다. 태백에서 삼엽충 화석이 대량으로 산출되는 것은 고생대 때 이곳이 삼엽충이 서식하는 바다였음을 의미한다. 태백이 오늘날과 같이 높은 지대에 위치하게 된 것은 태백산맥을 만든 신생대의 경동성 요곡 운동의 결과이다.
조선 누층군의 지질 계통표는 다음과 같다.
| 지질 시대                           | 태백, 삼척 지역   | 태백, 삼척 지역                                 | 태백, 삼척 지역 | 태백, 삼척 지역 | 영월 지역 | 영월 지역              | 영월 지역 | 평남 지역              |
| 지질 시대                           | 구분              | 지층명                                          | 암석 | 두께(m)         | 지층명    | 암석                   | 두께(m)   | 평남 지역              |
| ----------------------------------- | ----------------- | ----------------------------------------------- | --- | --------------- | --------- | ---------------------- | --------- | ---------------------- |
| 고생대 오르도비스기 443.8–485.4 Mya | 상부 대석회암층군 | 두위봉층                                        | 석회암과 석회질 셰일 | 50~75           | 영흥층    | 셰일 석회암            | -         | 상서리통 만달통 신곡통 |
| 고생대 오르도비스기 443.8–485.4 Mya | 상부 대석회암층군 | 직운산층                                        | 흑색 셰일 | 50~100          | 영흥층    | 셰일 석회암            | -         | 상서리통 만달통 신곡통 |
| 고생대 오르도비스기 443.8–485.4 Mya | 상부 대석회암층군 | 막동 석회암층 (막골층)                          | 흑회색 석회암(상부층원, 60m) 석회암층, 돌로마이트(중부층원, 85m) 석회암층(하부층원, 80m) 흑회색 돌로마이트(기저층원, 45m) | 250~400         | 영흥층    | 셰일 석회암            | -         | 상서리통 만달통 신곡통 |
| 고생대 오르도비스기 443.8–485.4 Mya | 상부 대석회암층군 | 두무동층 (두무골층)                             | 석회암, 돌로마이트 | 150~200         | 문곡층    | 석회암 돌로마이트      | 120~200   | 상서리통 만달통 신곡통 |
| 고생대 오르도비스기 443.8–485.4 Mya | 상부 대석회암층군 | 동점층                                          | 사암, 규암 | 50              | 문곡층    | 석회암 돌로마이트      | 120~200   | 상서리통 만달통 신곡통 |
| 고생대 캄브리아기 485.4–541.0 Mya   | 하부 대석회암층군 | 화절층 세송층                                   | 석회암, 셰일 | 200~260         | 와곡층    | 석회암 돌로마이트      | 200~500   | 고풍통                 |
| 고생대 캄브리아기 485.4–541.0 Mya   | 하부 대석회암층군 | 대기층 (풍촌 석회암층)                          | 괴상 석회암 | 150~300         | 마차리층  | 셰일 석회암 돌로마이트 | 420       | 무진통                 |
| 고생대 캄브리아기 485.4–541.0 Mya   | 양덕층군          | 묘봉층                                          | | 80~250          | 삼방산층  | 사암 셰일              | -         | 흑교통                 |
| 고생대 캄브리아기 485.4–541.0 Mya   | 양덕층군          | 장산 규암층 선캄브리아기 태백산통을 부정합 피복 | | 150~200         |           |                        |           | 중화통                 |

### 평안 누층군과 석탄 (삼척탄전)
고생대 후기 석탄기에서 중생대 삼첩기에 이르기까지 퇴적된 평안 누층군은 태백시 내에서 조선 누층군을 평행 부정합으로 덮으며 동점동과 장성동, 더 북쪽인 문곡동과 황지동 등지에 분포한다. 태백시에 분포하는 평안 누층군은 삼척탄전의 일부로 과거 홍점층, 사동층, 고방산층, 녹암층으로 분류되었으나 현재는 정창희(1969)가 제안한 층서인 만항층, 금천층, 장성층, 함백산층, 도사곡층, 고한층, 동고층으로 구분한다. 이들 석탄기 및 삼첩기의 지층들은 중생대의 송림 변동 및 대보 조산운동과 같은 지각 변동에 의한 단층과 습곡(백운산 향사대)에 의해 심하게 교란되어 있다. 또한, 소위 삼척탄전(三陟炭田)이라 불리는 지역의 일부분으로 평안 누층군 중에 석탄(무연탄)이 존재하여 과거 이곳에서 무연탄을 개발하였다.
평안 누층군의 지질 계통표와 층서는 다음과 같다. 그간 평안 누층군을 대상으로 이루어진 많은 조사 연구가 석탄 개발을 목적으로 한 바, 평안 누층군의 분포지는 일반적으로 지역명 뒤에 탄전(炭田)이라는 명칭을 붙여 사용한다.
| 지질 시대                      | 지질 시대                    | 지질 시대    | 지역     | 지역       | 지역          | 지역     | 지역     | 지역     | 지역     | 지역     |
| 기                             | 세                           | 절           | 삼척탄전 | 강릉탄전   | 정선-평창탄전 | 영월탄전 | 단양탄전 | 보은탄전 | 평남분지 | 두만분지 |
| ------------------------------ | ---------------------------- | ------------ | -------- | ---------- | ------------- | -------- | -------- | -------- | -------- | -------- |
| 중생대 삼첩기 201.3–252.17 Mya | 중세 237–247.2 Mya           | 아니시안     | 동고층   |            | 박지산층      |          | 동고층   |          | 태자원통 |          |
| 중생대 삼첩기 201.3–252.17 Mya | 전세 247.2–252.17 Mya        | 인두안       | 동고층   |            | 상원산층      |          | 동고층   |          | 태자원통 |          |
| 고생대 페름기 252.17–298.9 Mya | 로핑기아 252.17–259.8 Mya    |              |          |            |               |          |          |          | 고방산통 | 송상통   |
| 고생대 페름기 252.17–298.9 Mya | 과달루페 259.8–272.3 Mya     | 카피탄       | 고한층   | (언별리층) | 옥갑산층      |          | 고한층   |          | 고방산통 | 송상통   |
| 고생대 페름기 252.17–298.9 Mya | 과달루페 259.8–272.3 Mya     | 워디안       | 도사곡층 | 망덕산층   | 옥갑산층      |          | 도사곡층 |          | 고방산통 | 송상통   |
| 고생대 페름기 252.17–298.9 Mya | 과달루페 259.8–272.3 Mya     | 로디안       | 도사곡층 | 망덕산층   | 옥갑산층      |          | 도사곡층 |          | 고방산통 | 송상통   |
| 고생대 페름기 252.17–298.9 Mya | 시수랄리아 272.3–298.9 Mya   | 쿤쿠리안     | 함백산층 | 함백산층   | 옥갑산층      |          | 함백산층 | 함백산층 | 고방산통 | 계룡산통 |
| 고생대 페름기 252.17–298.9 Mya | 시수랄리아 272.3–298.9 Mya   | 아르틴스키안 | 장성층   | 장성층     | 장성층        | 미탄층   | 장성층   | 장성층   | 사동통   | 계룡산통 |
| 고생대 페름기 252.17–298.9 Mya | 시수랄리아 272.3–298.9 Mya   | 사크마리안   |          |            | 밤치층        | 밤치층   |          | 밤치층   | 사동통   | 암기통   |
| 고생대 페름기 252.17–298.9 Mya | 시수랄리아 272.3–298.9 Mya   | 아셀리안     |          |            | 밤치층        | 밤치층   |          | 밤치층   | 입석통   | 암기통   |
| 고생대 석탄기 252.17–298.9 Mya | 펜실베이니아 298.9–323.2 Mya | 모스크바     | 금천층   | 금천층     | 금천층        | 판교층   | 금천층   |          | 홍점통   |          |
| 고생대 석탄기 252.17–298.9 Mya | 펜실베이니아 298.9–323.2 Mya | 모스크바     | 만항층   | 만항층     | 만항층        | 요봉층   | 만항층   | 만항층   | 홍점통   |          |
| 고생대 석탄기 252.17–298.9 Mya | 펜실베이니아 298.9–323.2 Mya | 바시키르     | 만항층   |            | 만항층        | 요봉층   | 만항층   |          |          |          |

### 단층
- 함백산 단층은 화전동에서 함백산 동쪽과 소도동, 금천동을 지나 봉화군 석포면 대현리까지 이어지는 북서 10~20°주향의 단층이다. 단층의 낙차는 남부에서 많다.
- 동점동과 장성동의 경계 부근에는 철암역을 지나는 철암 단층이 위치해 있어 평안 누층군 녹암층 이하 모든 지층을 수평으로 변위시키고 있다. 변위량은 장산 규암층 기준 2km에 달한다.[23]

## 행정 구역
태백시의 면적은 303.45km2이며, 인구는 2022년 12월 말 주민등록 기준으로 39,428 명, 20,324 가구이다. 시청 소재지는 황지동이며, 시내에 고등학교 5개교, 중학교 7개교, 초등학교 15개교가 있다.
| 이름       | 한자       | 면적 (km2) | 인구   | 세대   | 행정 지도 |
| ---------- | ---------- | ---------- | ------ | ------ | --------- |
| 황지동     | 黃池洞     | 8.75       | 5,900  | 2,845  |           |
| 황연동     | 黃蓮洞     | 38.75      | 4,120  | 2,317  |           |
| 삼수동     | 三水洞     | 113.91     | 5,409  | 2,764  |           |
| 상장동     | 上長洞     | 9.74       | 12,751 | 5,991  |           |
| 문곡소도동 | 文曲所道洞 | 71.83      | 3,663  | 1,988  |           |
| 장성동     | 長省洞     | 11.84      | 3,234  | 1,722  |           |
| 구문소동   | 求文沼洞   | 27.51      | 2,386  | 1,453  |           |
| 철암동     | 鐵岩洞     | 21.11      | 1,965  | 1,244  |           |
| 태백시     | 太白市     | 303.45     | 39,428 | 20,324 |           |

### 인구 추이
- 태백시의 연도별 인구 추이[24]

| 연도   | 총인구    |  | 비고                                  |
| ------ | --------- |  | ------------------------------------- |
| 1949년 | 22,481명  |  | 삼척군 상장면                         |
| 1955년 | 23,029명  |  | 삼척군 상장면                         |
| 1960년 | 66,911명  |  | 삼척군 장성읍                         |
| 1966년 | 86,605명  |  | 삼척군 장성읍                         |
| 1970년 | 102,255명 |  | 삼척군 장성읍                         |
| 1975년 | 117,086명 |  | 삼척군 장성읍(56,074), 황지읍(61,012) |
| 1980년 | 111,825명 |  | 삼척군 장성읍(51,227), 황지읍(60,598) |
| 1981년 | 114,095명 |  | 태백시                                |
| 1985년 | 113,997명 |  | 태백시                                |
| 1987년 | 120,208명 |  | 태백시                                |
| 1990년 | 89,779명  |  | 태백시                                |
| 1995년 | 59,397명  |  | 태백시                                |
| 2000년 | 54,196명  |  | 태백시                                |
| 2005년 | 55,344명  |  | 태백시                                |
| 2010년 | 51,558명  |  | 태백시                                |
| 2015년 | 46,715명  |  | 태백시                                |
| 2019년 | 42,474명  |  | 태백시                                |

## 시청
- 현재 태백시청은 강원도 태백시 상장동에 위치하고 있다.

## 관광
해마다 10월에는 태백제가 열려 단군제, 산신제, 갈풀썰이 같은 행사가 다채롭게 펼쳐진다. 태백산 국립공원, 황지, 용연굴이 주요 관광자원이다.
- 태백산

태백산은 백두대간의 중추이자 국토의 모산이다. 신라 때에는 오악 가운데 북악으로 봉하여 중상제를 모셨으며 서기 137년 일성 이사금 5년 10월에 왕이 친히 북순하여 태백산에서 하늘에 제사하였다. 또한 서기 300년 기림 이사금 3년에 우두주에 이르러 태백산에 망제를 지내니 낙랑, 대방의 두 나라가 항복하여 왔다고 한다. 이 산에서 발원하는 물이 낙동강과 한강을 이루고 삼척의 오십천을 이루니 국토의 종산이자 반도 이남의 모든 산의 모태가 되는 뿌리산이다. 태백산은 현재 태백시와 영월군, 경상북도 봉화군과 접경을 이루는 곳에 위치한 해발 1,567m 높이의 산으로 암벽이 적고 경사가 완만하여 남녀노소 누구나 쉽게 오를 수 있는 산이다.
- 태백산 천제단

중요민속자료 제228호. 태백시 소도동 산8번지. 편마암으로 축조된 장방총 석단으로 높이는 2m, 둘레 20m이다. 단의 남쪽에는 제단으로 오르내릴 수 있는 계단이 있다. 매년 개천절에 제사를 지내는 천왕단과는 달리 비교적 원형이 잘 보존되어 있다.
- 검룡소

한강의 발원지.
- 황지연못

낙동강의 발원지.
- 용연동굴(강원도 지방기념물 제39호)

백두대간의 중추인 금대봉 하부능선 해발고도 920m에 위치하며 길이는 843m이다. 다양한 석순과 종유석, 석주, 동굴 진주, 동굴산호, 석화, 등의 생성물들을 볼 수 있는 자연 석회동굴이다.
- 월둔동굴(강원도 지방기념물 제58호)

수직으로 형성된 석회동굴로 굴 속에는 특이한 동굴 생물과 박쥐 등이 살며 동굴 바닥에는 호수가 있고 아직도 동굴형성이 진행 중이며 장막형 석순과 백색 산데리아형의 석주는 국내 최대다.

### 축제
- 태백산 눈축제

태백산 눈축제는 민족의 영산인 태백산의 설경과 탄광도시에서 관광도시로 이미지 변화에 따른 마케팅의 측면에서 1994년부터 시작하여 2015년까지 22회를 맞이하는 대한민국의 대표적인 겨울축제이며, 대규모의 눈조각 경연대회, 태백산 등반대회를 비롯하여 눈썰매대회, 겨울놀이마당, 얼음조각전시 등 다채롭게 행사를 추진, 황상적인 겨울을 체험할 수 있는 축제로 발전했다. 2001년부터 《태백산 눈꽃열차》를 운행하였으며, 연평균 84,070명이 방문을 한다.
- 철쭉제
- 태백제

시민의 단결과 화합을 위해 전래의 민속문화를 계승발전시키고자 하는 향토축제이다. 1981년 7월 태백시 개청 기념으로 1982년부터 매년 10월 3일 개천절에 맞춰서 개최되어 왔으며, 태백산 정상 천제단에서 개최되는 천제는 역사적으로 중요한 의미를 지닌다. 이와 함께 단군제, 산신제 산업전사위령제 등 제례행사는 물론 지역 문화 예술 행사와 시민화합 체육행사 등 다양한 행사를 개최한다.
- 한강대제
- 낙동강발원제

## 산업
경지면적 796㏊ 중 밭이 786㏊, 논이 10㏊로 밭이 대부분이며 농가는 총가구의 3%에 지나지 않는다. 주요 농산물은 감자와 옥수수 및 고랭지 채소 생산이 중심인데, 주로 해발 1,000ｍ 지대에서 무·배추·양배추의 생산이 많다. 또, 주변 산지사면에는 초지(草地)가 많아 목축에 적합한데, 최근 젖소·돼지·칠면조 사육 및 양봉도 활발하다.

### 임업
산림면적 23,977㏊ 중 침엽수림이 59,9%로 침엽수의 비중이 비교적 높으며, 1㏊당 입목축적량도 31.6m2로 많은 편이나 광산 주변의 벌목 및 폐석으로 인한 삼림의 파괴가 심각하다. 주요 임산물로 목재생산이 많으며, 목재는 대부분 광산용 갱목으로 사용된다.

### 광공업
태백시에는 삼척탄전의 석탄이외에 석회석·금·은·철 등 풍부한 광물이 매장되어 있다. 1960~70년대에 석탄이 국가의 주요 에너지로 각광을 받으면서 채굴이 활발했다. 그러나 1987년말 정부의 석탄산업합리화 정책에 따른 영세탄광 정비작업이 실시되면서 쇠퇴하기 시작하였다. 1987년말 12만명이었던 인구가 2005년 말 현재 5만 5천명으로 줄었다. 지금 현재 가행중인 탄광은 대한석탄공사의 장성광업소만이 유일하다.
정부는 태백-정선 지역 개발 계획안을 마련하고 폐광지역을 중심으로 카지노장, 골프장, 스키장을 포함한 종합 레저타운을 조성하는 한편 대체산업 육성과 태백산 도립공원 개발 등으로 활로를 찾고 있다. 이를 위하여 2008년까지 총 1,758억원을 들여 태백산을 집중 개발할 계획이다.

### 특산물
태백산 한약재·태백산 김치·태백산 산나물·태백총명우유·세라믹 화장품·청정 참기름·들기름·화훼·버섯 고랭지 채소·고산쌍화차 등이 유명하다.

## 교통

### 철도

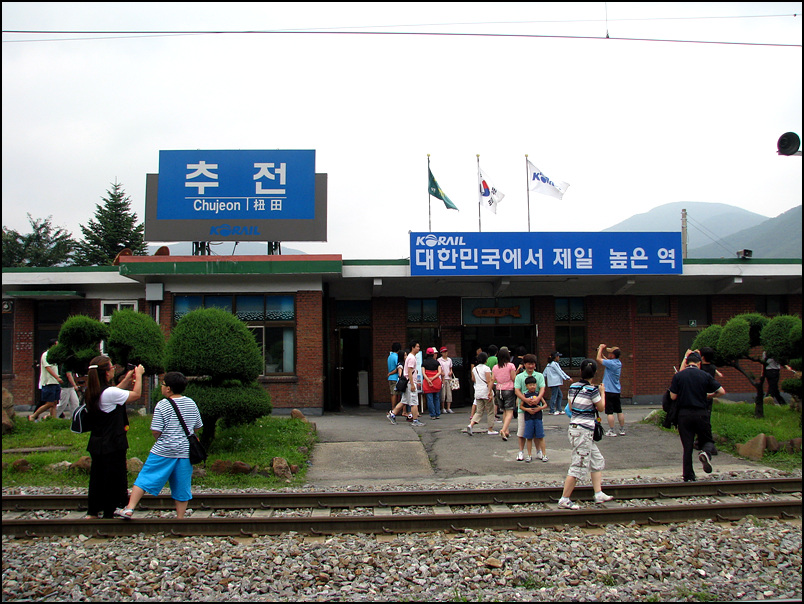
국내에서 가장 높은 지대의 역, 추전역(855m)

무연탄 수송을 위해 1940년 8월에 철암선, 1955년 12월에 영암선, 1962년 12월에 황지∼백산, 1966년에 고한선, 1973년 10월에 고한∼황지 구간이 개통되었다. 1970년대 이후 무연탄 소비가 급격히 증가되면서 대량수송을 위해 전철화하기에 이르렀다.
2023년 9월 1일 기준으로 태백선 (추전, 태백, 문곡, 백산) 및 영동선 (철암, 동백산)이 통과한다.

### 도로
도로교통은 산간고원 지대임에도 불구하고 영남·영서를 연결하는 국도가 있고, 고한·근덕·강릉·삼척과 연결되는 지방도로가 사방으로 뻗어 있어 내륙교통의 중심지를 이룬다. 38번 국도가 확포장되어 접근성이 대폭 개선되었다.
다음과 같은 국도가 통과한다.
- 국도 제38호선 서-동으로 통과 (서) 영월, 정선방면 (동) 삼척방면
- 국도 제35호선 남-북으로 통과 (남) 봉화, 안동 (북) 강릉방면
- 국도 제31호선 남서-남으로 통과[27] (북서) 홍천, 평창, 영월방면 (남) 봉화, 영양, 포항방면

## 교육

### 고등학교
| - 철암고등학교 - 한국항공고등학교 | - 황지고등학교 - 황지정보산업고등학교 | - 장성여자고등학교 |

### 중학교
- 황지중학교
- 태백중학교
- 철암중학교
- 상장중학교
- 함태중학교
- 세연중학교

### 초등학교
- 태백초등학교
- 장성초등학교
- 삼성초등학교
- 황지중앙초등학교
- 태서초등학교
- 황지초등학교
- 함태초등학교
- 철암초등학교
- 상장초등학교
- 동점초등학교
- 통리초등학교
- 미동초등학교

## 교류
|          | 국가     | 도시              |
| -------- | -------- | ----------------- |
| 자매도시 | 대한민국 | 서울특별시 노원구 |
| 자매도시 | 노르웨이 | 오슬로            |
| 자매도시 | 필리핀   | 벵게트주 바기오시 |
| 우호도시 | 중국     | 장시성 가오안시   |
| 우호도시 | 중국     | 장쑤성 쑤저우시   |
| 우호도시 | 중국     | 지린성 창춘시     |

## 같이 보기
- 대한민국의 설치순 도시 목록